# U3
U3 – przedsiębiorstwo typu joint venture, utworzone przez przedsiębiorstwa SanDisk i M-Systems, które jest producentem platformy programistycznej dla Microsoft Windows, która umożliwia uruchamianie programów i jest umieszczona na specjalnie sformatowanej pamięci USB.
W skład tego rozwiązania wchodzi U3 Launchpad – program podobny do dobrze znanego ze środowiska Windows menu „Start” – umożliwia m.in. uruchamianie programów, ich dodawanie lub usuwanie, zmianę ustawień komputera, zarządzanie pamięcią oraz monitorowanie pracy programów.
Kombinacja platformy U3 oraz popularnych pamięci USB (typu pen drive) oferuje o wiele więcej niż tylko proste przenoszenie plików i danych. Aplikacja działające na platformie U3 mogą być wykorzystywane w organizacji pracy, obsłudze multimediów, rozrywce, diagnostyce, zarządzaniu prywatnymi zbiorami fotografii itp.